# Diaspídids
Els diaspídids (Diaspididae) són una extensa família d'insectes hemípters esternorrincs de la superfamília Coccoidea. Consta d'unes 2.650 espècies distribuïdes en uns 400 gèneres. Les femelles produeixen, com totes les cotxinilles, un escut protector però a més hi incorporen les exúvies dels dos primers estadis de desenvolupament i de vegades matèries fecals i fragments de la planta hoste com una mena d'armadura. Aquesta armadura queda tan ben fixada que roman enganxada després de la mort de l'insecte.

## Alguns gèneres
- Abgrallaspis
  - Abgrallaspis cyanophylli
- Aonidiella
  - Aonidiella aurantii - Poll roig de Califòrnia
- Aspidiotus
- Aulacaspis
  - Aulacaspis yasumatsui
- Diaspidiotus
- Kuwanaspis
- Lepidosaphes
  - Lepidosaphes ulmi
- Quadraspidiotus
  - Quadraspidiotus perniciosus - Poll de San José